# Alexa Rae
Pour les articles homonymes, voir Rae.
Alexa Rae, née le 10 décembre 1980 à Atlanta, Géorgie, est une actrice de films pornographiques américaine.

## Biographie
Adolescente, elle participe à des compétitions hippiques d'un niveau national.
Elle étudie dans une école catholique St. Pius X Catholic High School à Atlanta.
Alexa est danseuse au The Gold Club sous le nom de Fantasy.
Son pseudonyme s'inspire du nom de la fille de Billy Joel, Alexa Ray Joel.
Elle apparait dans le clip Complicated du groupe de filles Lo-Ball. Elle apparait aussi dans l'article de Time magazine sur le Cybersex.

## Distinctions
- 2003 : AVN Award Meilleure scène de sexe en couple (Best Couples Sex Scene) pour Lex the Impaler 2 (2002) avec Lexington Steele

## Filmographie
- All by Myself 4 (2010)
- Bless Their Little Holes (2006)
- Jenna Depraved (2006)
- Forever Sydnee (2006)
- More then an handful 15 (2006)
- Hotel Decadence (2004)
- South of Eden (2004)
- Matrix Pornstars (2004)
- Sexual Needs (2004)
- Band Camp (2004)
- Slave to Love (2004)
- Asian Super Sluts (2004)
- Casual Affairs (2003)
- The Best Sex Ever (2003)
- Sweet Miss Fortune (2003)
- Road Strip (2003)
- Jessica's Place (2003)
- Stealing Shots (2003)
- The Hitman (2003)
- Sinful Creations (2003)
- Sportf*cking (2003)
- Jessica's Place (2003)
- Caught Stealing (2003)
- Once You Go Black (2003)
- Casual Affairs (2003)
- The 6th Reflection (2002)
- Rush (2002)
- Feeding Frenzy (2002)
- Voluptuous 3 (2002)
- Flesh Hunter 2 (2002)
- Country Girls (2002) (V)
- Lex the Impaler 2 (2002)
- Rude Girls Number 6 (2002
- Buddha's Vegas Adventure (2002)
- Eager Beavers 5 (2002)
- Flesh Hunter 3 (2002)
- America the Beautiful (2002)
- Silk and Seduction (2002)
- Porn-o-matic 2001 (2001)
- Wild Thing (2001)
- Inmu 2 (2001)
- The Gate (2001)
- Partners Forever (2000)
- Busty Bombshells 3 (2000)
- Debbie Does New Orleans (2000)
- Shrink Wrapped (2000)
- Porn-o-matic 2000 (2000)
- Up and Cummers 77 (2000)
- Spellbound (2000)
- Blackheart (2000)
- In Style (2000)
- Ass Angels (2000)
- Whispers (2000)
- Dreamquest (2000)
- Wicked Wishes(2000)
- The Morgan Sex Project (1999)
- Midas Touch (1999)
- Say Aaah (1999)
- Crossroads (1999/II)
- Raw Footage: Take One (1999)
- Flesh Peddlers 6 (1999)
- Serenity in Denim (1999)
- Ambrosia (1999)
- Action Sports Sex 4 (1999)
- Trigger (1999)
- Backseat Driver 10: Smashes and Gashes (1999)
- Perfect Pink 4: Wired Pink Gangbang (1999)
- Pretty Girls (1999)
- More Than a Handful #7 (1999)
- Butt Sex 2 (1998)

Source : IMDb